# Арагонес Эспиноса, Карлос
Карлос Арагоне́с Эспиноса (исп. Carlos Aragonés Espinoza; 16 февраля 1956, Якуиба) — боливийский футболист, атакующий полузащитник и нападающий. После завершения игровой карьеры работал тренером.

## Карьера
Карлос Арагонес родился в семье священника, у него было пять братьев и сестёр. Когда ему было три года, отец скончался. Семью была вынуждена содержать мать Роса, которая работала от «рассвета до заката». Позже Карлос говорил, что именно мать стала для него главным примером в жизни и необходимости работать, чтобы добиться чего-то значимого. Он начал играть в футбол в любительском клубе «Комерсио». Оттуда Карлос, вместе с братом Ниньо был приобретён «Индепендьенте». Эта покупка была первой, проведённой в рамках команд города. Далее он уехал в Аргентину, в клуб «Сентраль Норте» из Сальты. Годом позже Арагонес перешёл в другую местную команду, «Хувентуд Антониана», с которой выиграл чемпионат Сальты. В 1976 году Арагонес возвратился в Боливию, присоединившись к клубу «Боливар». Два года спустя Карлос отпраздновал с командой победу в чемпионате Боливии. В 1980 году он покинул команду. Уже позже футболист говорил: «„Боливар“ стал важнейшим шагом в моей жизни. Он дал мне возможность посвятить себя футболу, я повзрослел».
В 1981 году Арагонес перешёл в бразильский «Палмейрас». 10 мая он дебютировал в составе команды в матче с «Марилией» (4:0), где забил один из голов. 16 августа того же года в ответной игре с этой же командой Карлос был удалён с поля. Клуб занял в чемпионате штата четвёртое место. Спустя год «Палмейрас» был третьим, а ещё годом позже вновь четвёртым. 1 мая 1984 года Арагонес провёл последний матч в составе команды против «Интернасьонала» (1:1). Всего в составе «Палмейраса» полузащитник сыграл в 113 встречах и забил 11 голов. Оттуда боливиец перешёл в другую бразильскую команду — «Коритибу», с которой выиграл чемпионат Бразилии, сыграв в шести матчах первенства.
В составе сборной Боливии Арагонес дебютировал 27 февраля 1977 года в матче с Уругваем (1:0) в квалификации чемпионата мира. 13 марта того же года он забил первый мяч в составе национальной команды, поразив ворота Венесуэлы (2:0). Боливия в отборочном турнире заняла третье место, выйдя на стыковой матч с Венгрией. В обоих команда проиграла с общим счётом 2:9. Единственным игроком Боливии, забивавшем голы в этом противостоянии оказался Арагонес. В 1979 году Арагонес поехал на Кубок Америки. 26 июля он забил два гола на этом турнире, принеся победу своей команды в матче с Бразилией (2:1). 22 марта 1981 года Карлос провёл последний матч за Боливию. В нём Боливия проиграла Бразилии со счётом 1:3, при этом Арагонес забил единственный мяч у своей команды. Всего за сборную страны он сыграл 32 встречи (31 официальную) в которых забил 15 голов.
В середине 1985 года Арагонес вернулся в Боливию, став игроком клуба «Дестройерс». Однако он получил серьёзную травму колена, из-за чего был вынужден в 29 лет завершить карьеру. Карлос сразу решил стать тренером, для чего поехал обучаться профессии в Испанию. В 1989 году он стал главным тренером «Блуминга». А затем возглавил «Реал Санта-Крус». В 1992 году Арагонес стал главным тренером клуба «Стронгест», с которым сезон спустя выиграл чемпионат страны. С 1993 по 1994 год Арагонес являлся ассистентом Хавьера Аскаргорта в сборной Боливии. И помог команде выйти на чемпионат мира. Это достижение стало первым для боливийцев за 44 года. Позже он работал с молодёжной и олимпийской сборными страны.
В 1996 году Карлос вновь стал ассистентом в национальной команде. На этот раз он помогал Антонио Лопесу. Команда заняла второе место на Кубке Америки. В 1997 году Карлос возглавил «Блуминг». И в 1998 и 1999 годах он приводил команду к победе в чемпионате Боливии. В 2000 году Арагонес единолично стал главным тренером первой сборной страны. Он участвовал с ней на Кубке Америки, где боливийцы проиграли три матча из трёх с разнице забитых и пропущенных мячей 0-7. Затем Арагонес ещё раз тренировал «Блуминг», а за ним клуб «Ориенте Петролеро».
В 2004 году Арагонес возглавил «Хорхе Вильстерманн». И в следующем году во время матча в Кочабамбе ему стало плохо, из-за чего он был госпитализирован. Карлосу поставили диагноз — гипертония. Он покинул «Хорхе Вильстерманн», но в 2006 году ему предложил контракт «Боливар». Врачи сказали, что он ещё может некоторое время работать тренером, а потому Арагонес, мечтавший ещё раз выиграть чемпионат Боливии, согласился. Он и добился этого в 2006 году. И затем, по настоянию семьи, ушёл с поста главного тренера. С 2006 по 2009 год Арагонес работал в сборной страны в привычном качестве помощника главного тренера. В 2011 году Карлос последний раз стал главным тренером, возглавив «Блуминг», после чего завершил тренерскую карьеру. Он сказал: «Я — гипертоник. И это очень влияет на меня, потому что постоянно приходится совершать резкие подъёмы и спуски при передвижении между городами, расположенными на разных высотах. Плюсом к этому идёт напряжение во время матчей. Я подумал, что не стоит рисковать своим здоровьем, и решил уйти».
Арагонес остался в футболе. В частности, он работал спортивным директором «Ориенте Петролеро». Трудился в Боливийской футбольной федерации в должности менеджера по лицензированию клубов. Позже стал финансировать архитектурную компанию, которую создал его сын Бруно и в которой работает его дочь Даниэла. C 2023 Арагонес является спортивным директором клуба «Нуэва» из Санта-Крус-де-ла-Сьерры.

## Достижения

### Как игрок
- Чемпион города Сальта: 1975
- Чемпион Боливии: 1978
- Обладатель Кубка Лиги Боливии: 1979
- Чемпион Бразилии: 1985

### Как тренер
- Чемпион Боливии: 1993, 1998, 1999, 2006 (Клаусура)

## Личная жизнь
Арагонес женат на Сесилии Медейрос. У них четверо детей — Бруно, Даниэла , Матео и Изабелья.